# Олександр Гельський
Олександр Гельський (лат. Halensis, Alensis, Halesius, Alesius; 1185, Гельс — 1245, Париж) — англійський схоласт-францисканець, засновник францисканської школи при Паризькому університеті.

## Біографія
Початкову освіту здобув у гельському абатстві, потім продовжив навчання в Сорбонні, де вивчав теологію. Вступив у францисканський орден в 1222 році, вперше формально налагодив взаємозв'язок між орденом і Паризьким університетом. Здобув популярність як професор теології і укладач приміток до Біблії. Перший коментатор «сентенцій» Петра Ломбардского. Широко використовував ідеї філософії Аристотеля в період заборони його праць для навчання. Взяв участь в Першому Ліонському соборі в 1245 році, після повернення з якого помер. Його знаменитим студентом і послідовником був Бонавентура.
Найбільш значним і об'ємним твором Олександра Гельського є Summa theologiae, в якій він викладає власні теологічні погляди і обрані ідеї і доводи його сучасників. Праця залишилася незавершеною за життя автора, спроба її завершення була зроблена послідовниками.